# Caprimulgus
Caprimulgus é um género de noitibó da família Caprimulgidae. O grupo é muito diversificado, com distribuição geográfica mundial. O nome científico do género, Caprimulgus, significa chupa-cabra em Latim e deve-se à lenda (errada) que diz que estas aves chupam o leite das cabras.
Os noitibós e bacuraus do género Caprimulgus estão activos durante a noite e alimentam-se de insectos voadores, principalmente traças. A maioria das espécies tem as patas e pés muito pequenos, que tornam a locomoção no solo difícil. A sua plumagem é críptica e ajuda à camuflagem da ave no solo de uma floresta.
As espécies de climas temperados são migratórias.

## Espécies
- Bacurau-da-telha, Caprimulgus longirostris
- Bacurau-de-cauda-branca, Caprimulgus cayennensis
- Bacurau-de-rabo-branco, Caprimulgus candicans
- Bacurau-de-rabo-maculado, Caprimulgus maculicaudus
- Bacurau-pequeno, Caprimulgus parvulus
- Caprimulgus anthonyi
- Caprimulgus maculosus
- Bacurau-de-lajeado, Caprimulgus nigrescens
- Bacurau-dos-tepuis, Caprimulgus whitelyi
- Bacurauzinho-da-caatinga, Caprimulgus hirundinaceus
- Noitibó-de-nuca-vermelha, Caprimulgus ruficollis
- Noitibó-da-selva, Caprimulgus indicus
- Noitibó-cinzento, Caprimulgus jotaka
- Noitibó-da-europa, Caprimulgus europaeus
- Noitibó-escuro, Caprimulgus fraenatus
- Noitibó-de-faces-ruivas, Caprimulgus rufigena
- Noitibó-egípcio, Caprimulgus aegyptius
- Noitibó-de-sykes, Caprimulgus mahrattensis
- Caprimulgus centralasicus
- Noitibó-núbio, Caprimulgus nubicus
- Noitibó-dourado, Caprimulgus eximius
- Noitibó-de-cauda-larga, Caprimulgus macrurus
- Caprimulgus atripennis
- Noitibó-filipino, Caprimulgus manillensis
- Noitibó-de-celebes, Caprimulgus celebensis
- Noitibó-dos-espinheiros, Caprimulgus donaldsoni
- Noitibó-d'ombros-pretos, Caprimulgus nigriscapularis
- Noitibó-de-pescoço-dourado, Caprimulgus pectoralis
- Noitibó-montes, Caprimulgus poliocephalus
- Caprimulgus ruwenzorii
- Noitibó-indiano, Caprimulgus asiaticus
- Noitibó-malgaxe, Caprimulgus madagascariensis
- Noitibó-de-natal, Caprimulgus natalensis
- Noitibó-de-nechisar, Caprimulgus solala
- Noitibó-saheliano, Caprimulgus inornatus
- Noitibó-estrelado, Caprimulgus stellatus
- Noitibó-da-savana, Caprimulgus affinis
- Noitibó-sardento, Caprimulgus tristigma
- Noitibó-de-bonaparte, Caprimulgus concretus
- Noitibó-de-salvadori, Caprimulgus pulchellus
- Noitibó-das-itombwe, Caprimulgus prigoginei
- Caprimulgus enarratus
- Noitibó-de-bates, Caprimulgus batesi
- Noitibó-rabilongo, Caprimulgus climacurus
- Noitibó-de-cauda-fina, Caprimulgus clarus
- Noitibó-de-moçambique, Caprimulgus fossii

As seguintes espécies eram tradicionalmente classificadas no género Caprimulgus, mas hoje em dia são incluídas noutros:
- Caprimulgus carolinensis, atualmente Antrostomus carolinensis
- João-corta-pau, Caprimulgus rufus, atualmente Antrostomus rufus
- Caprimulgus cubanensis, atualmente Antrostomus cubanensis
- Caprimulgus ekmani, atualmente Antrostomus ekmani
- Caprimulgus salvini, atualmente Antrostomus salvini
- Caprimulgus badius, atualmente Antrostomus badius
- Bacurau-rabo-de-seda, Caprimulgus sericocaudatus, atualmente Antrostomus sericicaudatus
- Caprimulgus ridgwayi, atualmente Antrostomus ridgwayi
- Caprimulgus vociferus, atualmente Antrostomus vociferus
- Caprimulgus noctitherus, atualmente Antrostomus noctitherus
- Caprimulgus saturatus, atualmente Antrostomus saturatus
- Caprimulgus binotatus, atualmente Veles binotatus